# Psychohistoire en péril
Psychohistoire en péril (titre original : Psychohistorical Crisis) est un roman de science-fiction de l'auteur canadien Donald Kingsbury, qui réalise là une variation de l'univers du Cycle de Fondation d'Isaac Asimov, sous une version plus étendue de sa nouvelle Historical Crisis. Son titre américain fait référence à une double crise à la fois historique (au sens des « crises Seldon » dans Fondation) et scientifique (au sens des crises qui sont décrites par exemple par Kuhn dans La Structure des révolutions scientifiques). Le récit se focalise sur la personne d'Eron Osa, et décrit parallèlement son éducation et les événements qui suivent sa condamnation. Le roman est paru en 2001.

## Contexte de l’œuvre
Dans un très lointain futur qui se situe plusieurs siècles après l'avènement du Second Empire. Sa capitale, Sublime Sagesse, abrite le gouvernement formé de mathématiciens spécialistes des sciences sociales, les « psychohistoriens » ou « psychialistes ». À cette époque, chaque habitant est muni d'un objet, le fam, qui l'accompagne depuis l'âge de trois ans et améliore notoirement ses capacités intellectuelles.
Au cours du récit, on s'aperçoit que le Second Empire commence à montrer les premiers signes du déclin :
- une organisation secrète, la Surveillance, lutte en secret contre le pouvoir central, cherchant à redécouvrir la psychohistoire, dont l'un des axiomes stipule qu'elle doit être méconnue du plus grand nombre.
- de nombreux individus portent de moins en moins d'intérêt à leur propre époque, et l'on en rencontre qui soient nostalgiques de l'Interrègne, période qui sépare la chute du Premier Empire de l'avènement du Second.

Le héros, Eron Osa, l'un des psychialistes, est condamné par ses pairs à la peine capitale, la perte de son fam et donc d'une partie de sa mémoire, pour un crime qu'il ignore désormais mais que son ancien mentor lui-même décrit comme une atrocité, qui l'empêchera pour toujours de pratiquer à nouveau la psychohistoire.

## Liens avec leCycle de Fondation
Si le roman s'inscrit clairement dans la lignée du cycle d'Asimov, l'auteur prend quelques libertés et distances.
Les noms de certaines planètes varient, ce qui peut être vu comme un effet de l'Histoire : Terminus devient Lointaine tandis que Trantor se nomme Sublime Sagesse (on parle pourtant du « second sac de Sublime Sagesse », ce qui identifie les deux planètes).
Le roman ne tient explicitement compte que de la trilogie de Fondation (Fondation, Fondation et Empire et Seconde Fondation), puisque par exemple le choix de mettre en échec le Second Empire face au projet Galaxia issu de la planète Gaïa semble oublié, à moins que le roman ne montre le début de sa réalisation. De plus, l'auteur adapte le personnage du Mulet, qui n'est plus un mutant, mais l'un des premiers utilisateurs des sondes qui permettront ensuite aux fams de communiquer avec l'esprit de leur propriétaire.

### Correspondances avec leCycle de Fondation
| Nom dans Fondation | Nom dans Psychohistoire en péril |
| ------------------ | -------------------------------- |
| Trantor            | Sublime Sagesse                  |
| Le Mulet           | Clown l'Obstiné                  |
| Terminus           | Lointaine                        |
| Hari Seldon        | Le Fondateur                     |
| Cléon 1er          | Cléopon 1er                      |
| Agis               | Agile la Quintessence            |
| Hélicon            | Licon                            |
| Kalgan             | Lakgan                           |
| Siwenna            | Sewinna                          |
| Anacréon           | Nacreome                         |

## Récompenses
Le roman a obtenu le prix Prometheus 2002.